# エレーヌ・シクスー
エレーヌ・シクスー（フランス語: Hélène Cixous、1937年6月5日 - ）は、フランスの作家、劇作家、詩人、哲学者、批評家、フェミニスト。ジュリア・クリステヴァ、リュス・イリガライとともにポスト構造主義のフェミニスト批評家として知られる。フロイト、ジャック・デリダ、ジャック・ラカン、アルチュール・ランボーの影響を受け、論理を男性中心主義的なものと見なし、論理を解体した文章を書く。当初シクススなどと読まれたが、1990年代以後シクスーという読みが定着した。

## 略歴
1937年6月5日、フランス領アルジェリアのオランに生まれ、1947年にアルジェに移住した。1948年、医師の父（ユダヤ人）が亡くなり、助産婦の母に育てられた。1959年、22歳で英語の一級教員資格（アグレガシオン）を取得し、ボルドーとパリの高等中学で教鞭を執る。1968年にジェイムズ・ジョイスに関する研究（博士論文『ジェイムズ・ジョイスの亡命、あるいは代替の技法』; 1969年にグラッセ社より刊行）で文学博士号を取得した。
1969年に自伝的な小説『内部 (Dedans)』を発表し、メディシス賞を受賞した。
同じく1969年、エレーヌ・シクスーはジャック・デリダ、フランソワ・シャトレ、ジル・ドゥルーズ、ジャン・フランソワ・リオタール、ミシェル・フーコー、アラン・バディウ、ミシェル・セール、ダニエル・ベンサイドらとともに「ヴァンセンヌ実験大学センター(CUEV)」を創設した。これは権威主義的な既成秩序に抗議する学生運動に端を発したフランス五月革命 (Mai 68) の精神を受け継ぎ、高等教育の民主化（バカロレアを取得していない学生、労働者、外国人などを含むすべての人に開かれた大学）を目指す新しい高等教育機関であった。翌年にはパリ第8大学（ヴァンセンヌ大学）と改名されたが、この際にエレーヌ・シクスーは「女性学センター」(現在のパリ第8大学「フェミニズム・ジェンダー研究センター」) を創設し、フランスのみならず欧州の女性学研究においても先駆的な役割を果たすことになった。
同年にはまた、ジェラール・ジュネット、ツヴェタン・トドロフとともに国際詩学研究誌『ポエティック』を創刊した。
ジャック・デリダとは上記の「ヴァンセンヌ実験大学センター」の設立だけでなく、「国立文学センター」、「作家国際議会」、「反アパルトヘイト委員会」の設立、および国際哲学コレージュのシンポジウムやセミナーなどの多くの政治的・知的活動に関わっており、共著も多い。
ジェイムズ・ジョイス、ジャック・デリダのほか、クラリッセ・リスペクトール、モーリス・ブランショ、フランツ・カフカ、ハインリヒ・フォン・クライスト、インゲボルク・バッハマン、トーマス・ベルンハルト、マリーナ・ツヴェターエワ、ジャン・ジュネ、サミュエル・ベケットなどの研究でも知られる。
エレーヌ・シクスーは戯曲も多いが、作品は「オルセー劇場」、「パリ市立劇場」などで上演されている。
エレーヌ・シクスーは3つの解放 ― アルジェリアの解放、大学の解放、そして女性の解放 ― のために闘った。

## 著書
代表作『メデューサの笑い』について

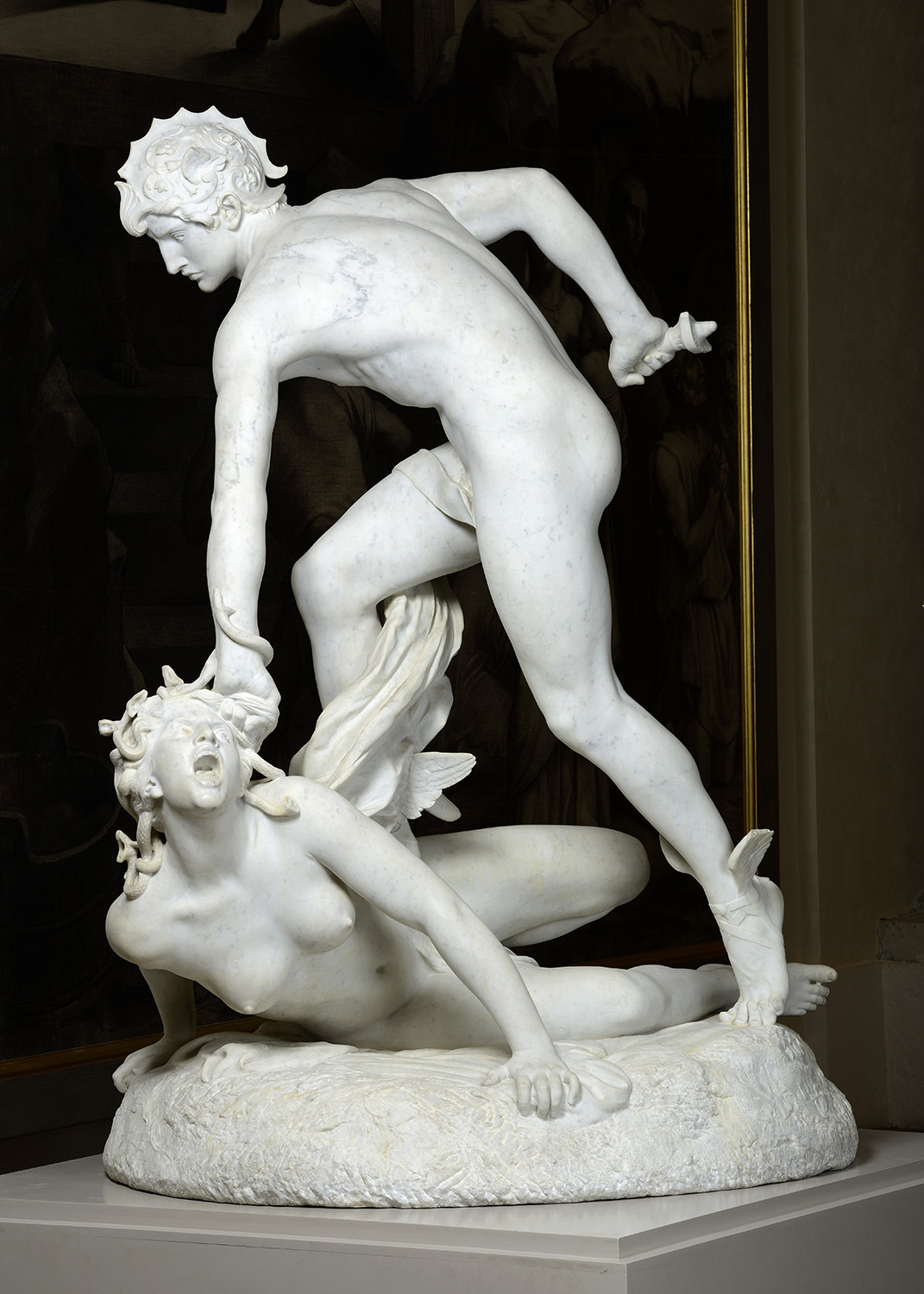
ローラン・マルケスト作「ペルセウスとゴルゴーン」(1890年)

英米圏で「フレンチ・フェミニズム」の先駆けとされた『メデューサの笑い』は、1975年に現代の文学者、哲学者、芸術家などを紹介する『ラルク (l’Arc)』のシモーヌ・ド・ボーヴォワール特集号（表題：「女性の闘い」）に発表された。ギリシア神話に登場するメデューサ（ゴルゴーン3姉妹の1人）は見た者を石に変える能力を持つ女性の怪物で、ペルセウスによって首を切り落とされ、退治された。エレーヌ・シクスーはこのメデューサを、女性の存在と自己実現を妨げる計り知れないほど多くの束縛を打ち破るエクリチュール・フェミニンとして蘇らせた。エレーヌ・シクスーのメデューサは笑っている。女性を解き放つ高らかな笑いである。
「女性的エクリチュール」をキーワードに、従来の社会の男根理論中心主義を告発する本書は、豊かなイメージと魅力的な暗喩に満ち、ときに激しく、ときに詩的に、読者を包みこんでゆく。新しい人間の可能性、新しい社会の到来を高らかにうたいあげるシクスーのメッセージは、間違いなく日本の読者にも、希望と指針を与えるだろう。

### 邦訳
- 『内部』(エレーヌ・シクスス) 若林真訳、新潮社、1978年
- 『メデューサの笑い』松本伊瑳子・国領苑子,・藤倉恵子編訳、紀伊国屋書店、1993年
- 『狼の愛』松本伊瑳子訳、紀伊国屋書店、1995年（講演原稿を所収。フランス語の著書としては発表されていない。）
- 「エレーヌ・シクスー、ルーツを撮る」松本伊瑳子訳 -『女たちのフランス思想』(棚沢直子編、勁草書房、1998年) 所収（ミレイユ・カル＝グリュベールとの対談集『エレーヌ・シクスー、ルーツを撮る (Hélène Cixous, photos de racines)』のシクスーの発言からの抜粋）
- 『ドラの肖像 - エレーヌ・シクスー戯曲集』松本伊瑳子、如月小春訳、新水社、2001年
- 『偽証の都市、あるいは復讐の女神たちの甦り』高橋信良・佐伯隆幸訳、れんが書房新社（コレクション現代フランス語圏演劇）2012年
- 『ヴェール』エレーヌ・シクスー、ジャック・デリダ共著、郷原佳以訳、みすず書房、2014年

- 「ヘンリー・ジェイムズ、投資としてのエクリチュールあるいは、利息の両義性について」若林真訳 - 筑摩世界文学大系 49『ジェイムズ』（筑摩書房、1972年）所収
- 「書いていない時の私は死んだも同然です」岩崎力訳 - ジャン＝ルイ・ド・ランビュール編『作家の仕事部屋』（岩崎力訳、中央公論社、1979年）所収
- 「外部を聞く盲目の人デュラス」（ミシェル・フーコーとの対談）中沢信一訳、『ユリイカ』1985年7月号、青土社
- 「私のアルジェリアンス」松本伊瑳子訳、『現代思想』1997年12月号、青土社
- 「語れぬ出来事に遭遇した人々が何を語るのか」松田充代訳、『現代思想』2000年11月号、青土社

### 主な著書
小説

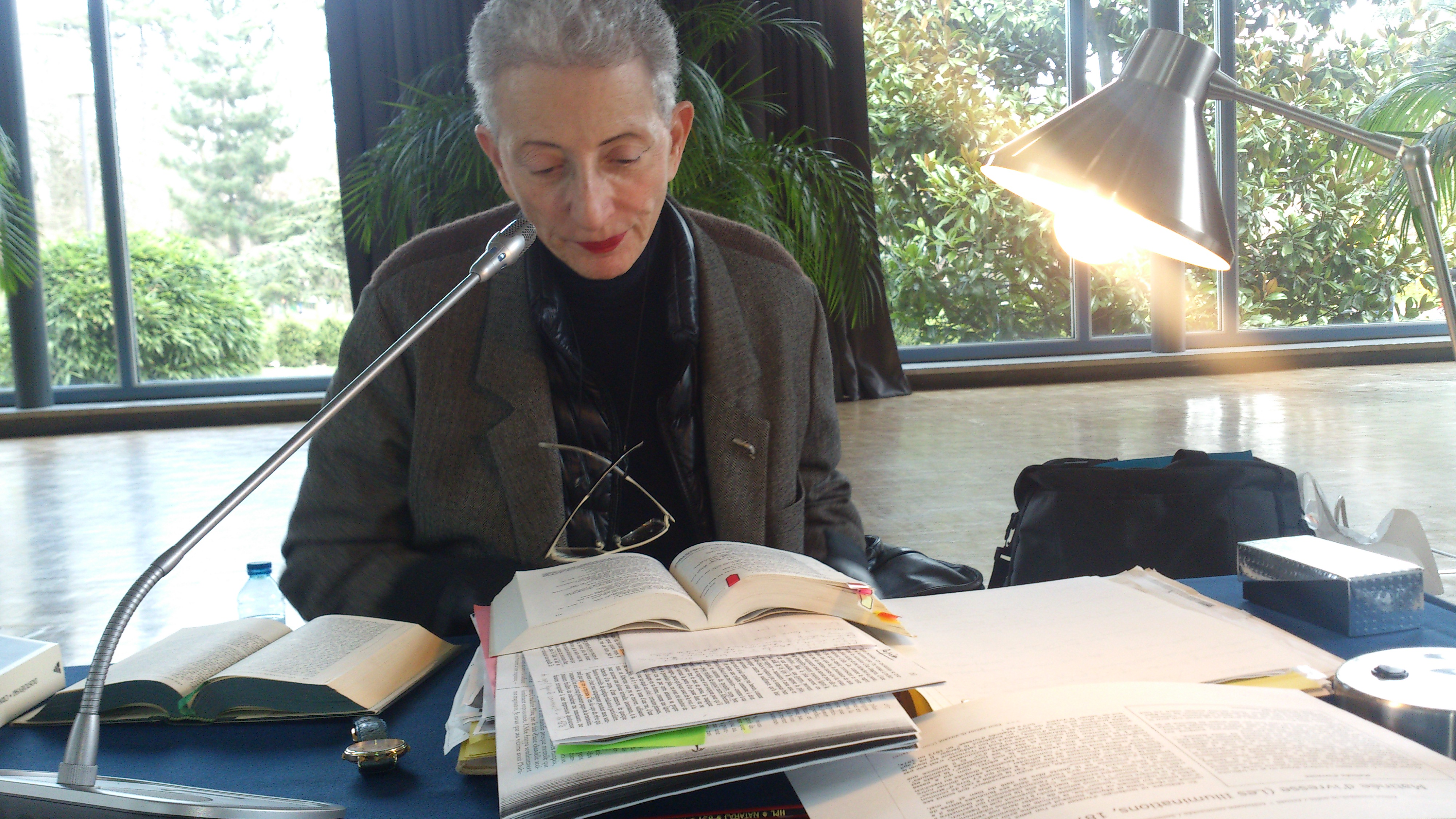
エレーヌ・シクスー 2014年

- Le Prénom de Dieu (Grasset, 1967)
- Dedans (Grasset, 1969) - メディシス賞（邦訳『内部』）
- Le Troisième Corps (Grasset, 1970)
- Les Commencements (Grasset, 1970)
- Neutre (Grasset, 1972)
- Tombe (Seuil, 1973, 2008)
- Portrait du Soleil (Denoël, 1974)
- Révolutions pour plus d'un Faust (Seuil, 1975)
- Souffles (Des femmes, 1975)
- Partie (Des femmes, 1976)
- La (Gallimard, 1976)
- Angst (Des Femmes, 1977)
- Anankè (Des femmes, 1979)
- Illa (Des femmes, 1980)
- Limonade tout était si infini (Des femmes, 1982)
- Le Livre de Prométhéa (Gallimard, 1983)
- Déluge (Des femmes, 1992)
- Beethoven à jamais ou l'Existence de Dieu (Des femmes, 1993)
- La Fiancée juive de la tentation (Des femmes, 1995)
- OR, les lettres de mon père (Des femmes, 1997)
- Osnabrück (Des femmes, 1999)
- Le Jour où je n'étais pas là (Galilée, 2000)
- Les Rêveries de la femme sauvage (Galilée, 2000)
- Manhattan (Galilée, 2002)
- Rêve je te dis (Galilée, 2003)
- Tours promises (Galilée, 2004)
- Rencontre terrestre, en collaboration avec Frédéric-Yves Jeannet (Galilée, 2005)
- L'Amour même : dans la boîte aux lettres (Galilée, 2005)
- Hyperrêve (Galilée, 2006)
- Si près (Galilée, 2007)
- Cigüe : vieilles femmes en fleurs (Galilée, 2008)
- Philippines : prédelles (Galilée, 2009)
- Ève s'évade : la ruine et la vie (Galilée, 2009)
- Double oubli de l'Orang-Outang (Galilée, 2010)
- Homère est morte (Galilée, 2014)
- Gare d'Osnabrük à Jérusalem (Galilée, 2016)

随筆・評論
- L’Exil de James Joyce ou l'art du remplacement (Grasset, 1968) -『ジェイムズ・ジョイスの亡命、あるいは代替の技法』（博士論文、未訳）
- Prénoms de Personne (le Seuil, 1974)
- La Jeune Née (U.G.E., 1975)（邦訳「新しく生まれた女」―『メデューサの笑い』所収）
- Le Rire de la Méduse (L'Arc, 1975 - 再版 Galilée, 2010)（邦訳『メデューサの笑い』）
- Le sexe ou la tête ? (Les Cahiers du Grif, 1976)（邦訳「去勢か斬首か」―『メデューサの笑い』所収）
- La Venue à l’écriture (U.G.E., 1977)（邦訳「エクリチュールへの到達」―『メデューサの笑い』所収）
- Entre l’écriture (Des femmes, 1986)
- L'Heure de Clarice Lispector (Des femmes, 1989)
- Karine Saporta, en collaboration avec Daniel Dobbels et Bérénice Reynaud, (Armand Colin, 1990)
- Hélène Cixous, photos de racines (avec Mireille Calle-Gruber, Des femmes, 1994)（邦訳「エレーヌ・シクスー、ルーツを撮る」（抜粋）―『女たちのフランス思想』所収）
- Voiles (Galilée, 1998)（邦訳『ヴェール』）- ジャック・デリダ共著
- Portrait de Jacques Derrida en jeune saint juif (Galilée, 2001)
- Le Voisin de zéro : Sam Beckett (Galilée, 2007)
- Entretien de la blessure, sur Jean Genet (Galilée, 2011)
- Abstracts et brèves chroniques du temps. I. Chapitre Los (Galilée, 2013)
- Ayaï ! Le Cri de la littérature (Galilée, 2013)
- Une autobiographie allemande (Christian Bourgois, 2016) - Cécile Wajsbrot共著
- Les Sans Arche d’Adel Abdessemed (Gallimard, 2018)

戯曲
- La Pupille (Cahiers Renaud-Barrault, 1971)
- Portrait de Dora (Des femmes, 1975)(オルセー劇場で上演)（邦訳『ドラの肖像』）
- La Prise de l'école de Madhubaï (Avant-Scène, 1984)（邦訳「盗賊の女王 (マデュバイ小学校奪取)」―『ドラの肖像』所収）
- L’Histoire terrible mais inachevée de Norodom Sihanouk, roi du Cambodge (Théâtre du Soleil, 1985; 改訂版 1987)
- L’Indiade, ou l’Inde de leurs rêves, et quelques écrits sur le théâtre (Théâtre du Soleil, 1987)
- Les Euménides d’Eschyle (traduction, Théâtre du Soleil, 1992)
- La Ville parjure ou le réveil des Erinyes (Théâtre du Soleil, 1994)（邦訳『偽証の都市、あるいは復讐の女神たちの甦り』）
- Et soudain, des nuits d'éveil (Théâtre du Soleil, 1997)
- Tambours sur la digue, sous forme de pièce ancienne pour marionnettes jouée par des acteurs (Théâtre du Soleil, 1999)
- Rouen, la Trentième Nuit de Mai '31 (Galilée, 2001)
- Les Naufragés du fol espoir (Théâtre du soleil, 2010)
- Une chambre en Inde (Théâtre du Soleil共著, 2016)